# Királyi harc a Napért
A Királyi harc a Napért vagy Az aranybirodalom bukása (eredeti cím: The Royal Hunt of The Sun) 1969-ben bemutatott egész estés brit–amerikai film Peter Shaffer angol drámaíró azonos című darabja nyomán Christopher Plummer és Robert Shaw főszereplésével. A rendezője Irving Lerner, az írója Philip Yordan, a zeneszerzője Marc Wilkinson. A mozifilm a Cinema Center Films és a Security Pictures gyártásában készült. Műfaját tekintve kalandfilm, filmdráma és történelmi film.
Amerikában 1969. október 6-án mutatták be először a mozikban, Magyarországon 1985. augusztus 20-án mutatták be először az M2-n, új szinkronnal 2015. február 28-án Duna TV-n vetítették le a televízióban.

## Történet
Az Inka Birodalom bukását mutatja be, igen lazán kezelve a valós történelmi eseményeket.

## Készítették
- Rendező: Irving Lerner
- Írta: Peter Shaffer
- Forgatókönyvíró: Philip Yordan
- Zene: Marc Wilkinson
- Díszlettervező: Charles Simminger
- Jelmeztervező: Anthony Powell
- Operatőr: Roger Barlow

## Szereplők
A szerepeket játszó eredeti színészek mellett a táblázat feltünteti az 1. magyar változat (1984, szinkronrendező: Somló Andrea)  és a 2. magyar változat 2015 (szinkronrendező: Zentai Mária) szinkronhangjait is.
| Szerep                       | Megjegyzés                                                 | Színész             | 1. magyar változat Királyi harc a Napért címmel (1984) | 2. magyar változat Az aranybirodalom bukása címmel |
| ---------------------------- | ---------------------------------------------------------- | ------------------- | ------------------------------------------------------ | -------------------------------------------------- |
| Atahualpa                    | az Inka Birodalom uralkodója                               | Christopher Plummer | Sebestyén András                                       | Epres Attila                                       |
| Francisco Pizarro            | spanyol konkvisztádor                                      | Robert Shaw         | Koncz Gábor                                            | Kőszegi Ákos                                       |
| Hernando de Soto             | spanyol konkvisztádor                                      | Nigel Davenport     | Tolnai Miklós                                          |                                                    |
| Martin                       | Pizarro titkára                                            | Leonard Whiting     | Forgács Péter                                          |                                                    |
| Estete                       |                                                            | Michael Craig       | Szersén Gyula                                          |                                                    |
| Valverde                     | spanyol pap                                                | Andrew Keir         | Gruber Hugó                                            |                                                    |
| Candia                       |                                                            | William Marlowe     | Gáti Oszkár                                            |                                                    |
| Habsburg Károly              | kasztíliai és aragón (spanyol) király, német-római császár | James Donald        | Kun Vilmos                                             |                                                    |
| Diego                        |                                                            | Percy Herbert       |                                                        |                                                    |
| Arthur Brenner               | Peter kollégája és barátja                                 | Heinz Bennent       |                                                        | Varga Tamás                                        |
| Nővér                        | a pszichiátrián                                            | Ruth Olafs          |                                                        | Ruttkay Laura                                      |
| Katarina Egermann titkárnője |                                                            | Doris Jensen        |                                                        |                                                    |
| Gondnok                      | Cordelia Egermann házában                                  | Erwin Faber         | nem szólal meg                                         | nem szólal meg                                     |
| Jack                         | bárpultos a szálloda bárjában                              | Michel Wagner       |                                                        |                                                    |

## Történet
Az Inka Birodalom bukását mutatja be.

## Bemutató
A Magyar Televízióban legelőször 1985. augusztus 20-án kedden mutatták be 21:20-as kezdéssel az MTV 2-es adásán, majd 2015. február 28-án szombaton 21:00-kor a Duna Televízió tűzte műsorára, amelyet március 1-jén vasárnap 24:00-kor ismételt meg, majd 2016. január 9-én szombaton 23:30-kor újra levetített.

## Címváltozatok
A film eredeti angol címe The Royal Hunt of the Sun. A magyarra szinkronizált változat előfordul Királyi harc a napért, Az aranybirodalom bukása, amely a TV2 2002. augusztus 26-ai hétfői 13:30-as bemutatója volt, és A Napkirály címen is.